# 日本树莺

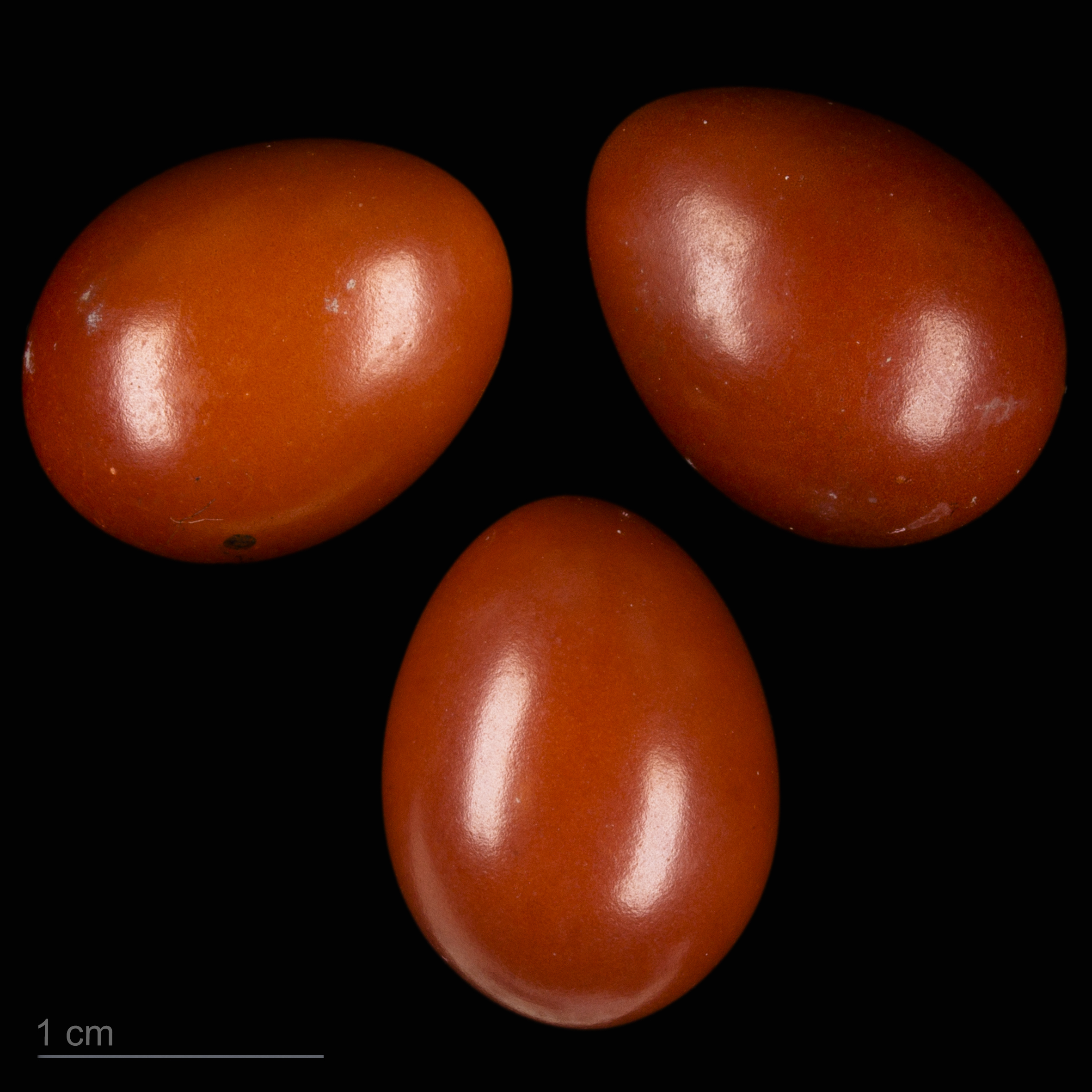
卵 Horornis diphone cantans

日本樹鶯（学名：Horornis diphone）又名短翅樹鶯，为樹鶯科山樹鶯屬的鳥類。日文稱為uguisu，經常是先聞其聲而不見其影。牠獨特的繁殖歌聲可在春季開始時遍及日本大部分地區。
該物種的模式產地在日本小笠原群島。

## 描述
日本樹鶯的上半身呈橄欖棕色，下半身則趨向於暗色。牠有淡色的眉毛，且其嘴巴向上彎，使其看起來像在微笑。該鳥類的體長約為15.5（6.1英寸）。

## 分佈與棲地
日本樹鶯是日本全境（除了北海道）以及北部菲律賓的常年居民。在夏季，日本樹鶯也可見於北海道、滿洲、韓國和中國中部。冬季時，樹鶯還能在中國南部和台灣發現。
1929年至1941年間，它被引入到瓦胡島，並從此擴散到主要的夏威夷群島。
夏季時，牠活動範圍從低矮的山丘到高山，偏好竹叢和黑松樹。冬季則在較低的海拔處尋找掩護。

## 與人類的關係
由於日本樹鶯喜愛鳴唱，人們常將牠作為籠中鳥飼養。羅伯特·楊（Robert Young）記錄到，為了鼓勵牠們鳴唱，人們會用木盒子蓋住籠子，只有一個小小的紙窗，讓微弱的光線透入。 隨著燕子的回歸，樹鶯的鳴聲聲被日本人視為春天來臨的預兆。
它是日本詩歌中常見的主題，出現在許多詩作中，包括《萬葉集》或《古今和歌集》。在俳句和連歌中，樹鶯是季語之一，象徵早春。在詩中，這種鳥常與梅花相關，並與梅花一起出現在花札花牌上。日本還有一種名為鶯球的受歡迎點心，由棕色和白色的球體組成，象徵梅花的花苞。然而，樹鶯獨特的鳴聲通常要等到晚春才會聽到，這時梅花早已凋謝。在俳句中，這隻鳥的鳴聲被稱為sasako，其歌聲被稱為sasanaki。
因為牠歌聲的優美，牠的英文名曾被稱為Japanese Nightingale，雖然日本樹鶯不像歐洲的夜鶯一樣在夜間鳴唱；這個名稱現在已不再常用。
鴬嬢（uguisu-jō）（jō = 女人）是在日本棒球比賽中的女性播報員，或者是站在商店外用麥克風推銷產品和促銷活動的女性。這些女性因為優美的「鳴唱」聲而被聘用，她們也常被雇來為政治家在選舉前做公開宣傳。
在日本建築中，有一種被稱為鶯張り（uguisubari）的地板，一般被翻譯為「夜鶯地板」。這些地板會發出吱吱聲，像日本樹鶯低沉的鳴聲，設計的目的是為了提醒睡覺的人有忍者靠近。相關例子可見於京都的永觀堂、二條城和知恩院。
鶯の糞含有一種長期用來作為美白劑和消除細紋的酵素，有時也被稱為うぐいすの粉（uguisu粉）。鶯糞也用來清除和服上的污漬。

## 亚种
- 日本树莺东北亚种（学名：Horornis diphone borealis）。在中国大陆，分布于东北、山东、江苏、福建等地。该物种的模式产地在中国和韩国[7]。
- 日本树莺台湾亚种（学名：Horornis diphone cantans）。分布于台湾等地。该物种的模式产地在日本[8]。
- 日本树莺普通亚种（学名：Horornis diphone canturians）。在中国大陆，分布于甘肃、陕西、四川、河南、山西、湖北、安徽、江苏、浙江、云南、贵州、湖南、广东、海南等地。该物种的模式产地在福建[9]。
- 日本树莺琉球亚种（学名：Horornis diphone riukiuensis）。在中国大陆，分布于江苏等地。该物种的模式产地在日本[10]。
- 日本树莺东南亚种（学名：Horornis diphone viridis）[11]。

## 鳴唱

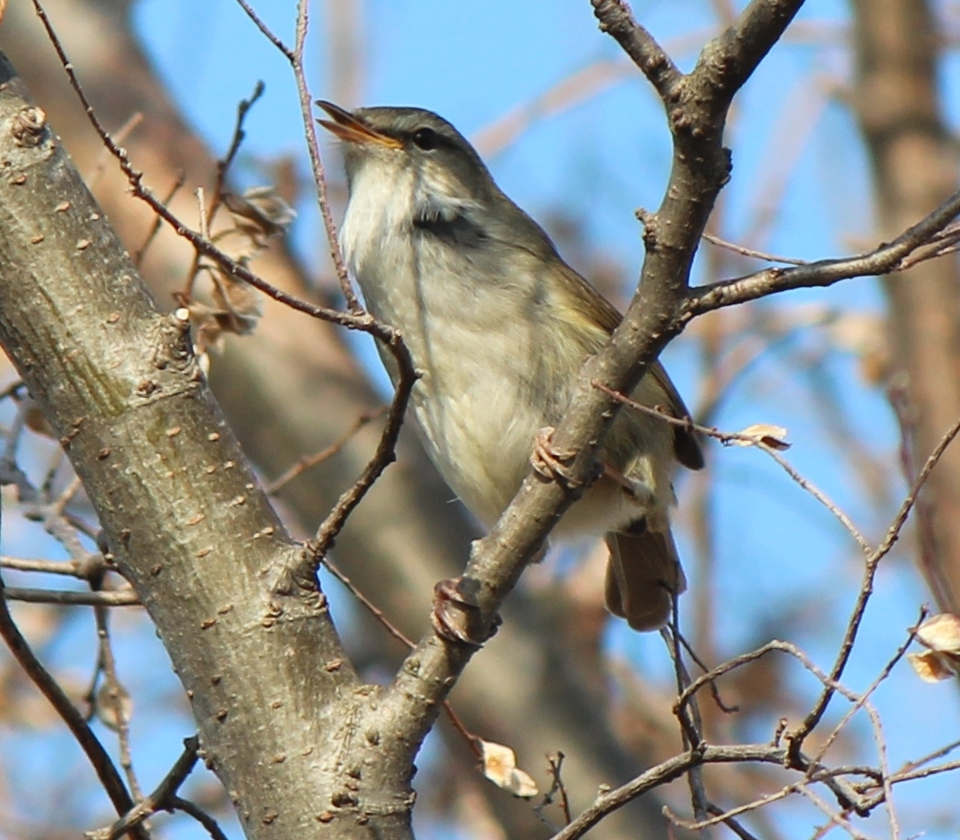
歌唱中的日本樹鶯

- 啾啾啾……叽叽叽，啾啾——布谷布谷，布谷布谷。年輕的日本樹鶯一開始無法熟練地演唱「布谷布谷」的叫聲，但會逐漸透過模仿附近其他鳥類來學習唱歌。
- 啾——布谷啾，啾——布谷啾。這裡的錄音檔案中記錄了兩隻日本樹鶯的叫聲。